# Hôpital municipal de Limoges
L'Hôpital municipal de Limoges est un ancien hôpital municipal situé dans la ville de Limoges. 

## Histoire
La façade est inscrite au titre des monuments historiques par arrêté du 5 mai 1947.
En 1974, il est remplacé par le nouvel hôpital Dupuytren, établissement principal du Centre hospitalier universitaire de Limoges.
Une partie du bâtiment a été conservée pour y installer la Bibliothèque francophone multimédia de Limoges.